# Saco-konflikten
Saco-konflikten var en arbetsmarknadskonflikt i Sverige 1966. Det var under några veckor i oktober–november som de äldre skoleleverna fick studera på egen hand.

## Bakgrund och utveckling
Den 1 mars meddelade Saco att man ville att statstjänstemännen skulle få två "sabbatssemestrar" om vardera ett halvt år, att tas ut mellan 40 och 50 år samt 50 och 60 år. Den 11 oktober utlöstes Saco en månadslång svensk lärarstrejk i Sverige, som späddes på med lockout, då förhandlingarna med Statens avtalsverk strandat. Skolor för handikappade undantogs. Eleverna i berörda skolor fick studera på egen hand. Den 5 november upphörde konflikten, och snart slöts avtal för att säkra skolfreden åtminstone fram till 1968.

En förutsättning för att strejken kunde genomföras var en förändring i förhandlings- och konflikträtten för offentliganställda. Innan förhandlingsrättsreformen 1965 var offentligt anställda tjänstemän i praktiken förbjudna att ta till stridsåtgärder i förhandlingar. Just denna förändrade maktbalans var något både SACO och Lärarnas Riksförbund förde fram i sin motivering till konflikten. Eftersom det var den första avtalsrörelsen man hade förhandlings- och konflikträtt ville man inte bli överkörda av den statliga arbetsgivaren. Lärarnas Riksförbund menar också att regeringen genom ecklesiastikdepartementet lagt sig i förhandlingarna, vilket hotar lärarnas autonomi i såväl arbete som i möjligheten att bedriva fria avtalsförhandlingar med en tydlig motpart. 
Skolorna som drabbades var läroverk. På vissa orter hade man börjat införa enhetsskola-grundskola, där högstadiet drabbades. Från slutet av 1940-talet till början 1970-talet genomgick Sveriges skolsystem en process där parallellskolsystemet avskaffades till förmån för enhetsskola.
Över 650 ungdomar från 44 skolor i Göteborg, vilka rest med morgontåget till Stockholm, gick och demonstrerade från Kungsträdgården till Sveriges riksdag. På plakatet stod "Sluta slåss! Tänk på oss!", en paroll som kom att användas under skolkonflikter även under 1980-talet. Vid Norra latin, Östra real och Kungsholmen genomfördes elevstrejker mot de lärarledda lektioner som fortfarande fanns kvar.
Den 13 november hölls en tackfest i Blå hallen i Stockholms stadshus, med cirka 900 elevrådsrepresentanter, och med kulturborgarråd Wilhelm Forsberg och löneborgarråd Artur Nordin som representanter.

### Fotnoter
1. ↑  Martin Strandberg (2 juni 2014). ”12 svenska strejker från 1902 och framåt”. Sydsvenskan. http://www.sydsvenskan.se/2014-06-02/12-svenska-strejker-fran-1902-och-framat. Läst 30 november 2016.
2. ↑  ”SOU 2002:32 Den arbetsgivarpolitiska delegeringen i staten - en samlad utvärdering”. Statens Offentliga Utredningar. 28 februari 2002. https://www.regeringen.se/49bb97/contentassets/65c972a6459b4dee92b159d7d9daa9ab/den-arbetsgivarpolitiska-delegeringen-i-staten---en-samlad-utvardering-del-1. Läst 14 december 2021.
3. ↑  ”Ecklesiastiska klavertramp och höglönepropaganda: Lärarnas Riksförbunds fackliga strategier under avtalsrörelsen och lärarstrejken 1966 ur ett professionaliseringsperspektiv”. Södertörns Högskola. 28 februari 2016. https://www.diva-portal.org/smash/get/diva2:1062041/FULLTEXT01.pdf. Läst 14 december 2021.